# Dark (Band)
Dark war eine 1991 in Kaiserslautern gegründete Dark-/Death-Metal-Band.
Über das 1996 in Eigenregie und 1997 von Gun Records erneut veröffentlichte Debütalbum Endless Dreams of Sadness urteilte das Online-Magazin metal.de, es gebe vier verschiedene Arten von Songs: „pures Geknüppel“, „pures Geknüppel unterlegt von Keyboard-Effekten“ sowie keyboardlastige Stücke im mittleren Tempo und sehr langsame Songs, die „fast nur aus einem Keyboard-Teppich bestehen“. Zudem wurde eine Nähe zu Crematory attestiert, gleichwohl klinge der „Sound fast völlig eigenständig“. Das Ox-Fanzine hingegen kam zu dem gegenteiligen Schluss, dass „nix ordentliches dabei rauskommen“ könne, wenn sich „Metal mit Gothic-Rock paart“.
Im gleichen Jahr wurde das zweite Album Seduction veröffentlicht und u. a. Tiamat, The Gathering sowie Theatre of Tragedy als Referenzen herangezogen. Als neues Element wurde in etwa einem Drittel der Gesangspassagen die klare Stimme von Gitarrist Mathias Fickert eingebaut.
Das dritte und letzte Album Revolution erschien 1999. Es wurde im Januar des gleichen Jahres im Commusication Studio unter der Leitung von Gerhard Magin aufgenommen. Es enthält neben acht Eigenkompositionen auch eine Coverversion des U2-Songs Pride (In the Name of Love). Die Band schrumpfte auf Trio-Größe, der Stil wurde deutlich elektronischer und der Gesang durch Fickert als alleinigen Sänger ausschließlich klar.

## Diskografie
Studioalben
- 1996: Endless Dreams of Sadness (Eigenveröffentlichung)
- 1997: Endless Dreams of Sadness (Wiederveröffentlichung bei GUN Records)
- 1997: Seduction (GUN Records)
- 1999: Revolution (GUN Records)

Sampler (Auswahl)
- 1997: Out of the Dark
- 1999: Crossing All Over! Vol. 09